# Trachypholis okinawensis
Trachypholis okinawensis is een keversoort uit de familie somberkevers (Zopheridae). De wetenschappelijke naam van de soort werd in 1991 gepubliceerd door Takehiko Nakane.